# Чеваніно
Чеваніно (рос. Чеванино) — присілок в Вачському районі Нижньогородської області Російської Федерації.
Населення становить 27 осіб. Входить до складу муніципального утворення Филінська сільрада.

## Історія
Від 2009 року входить до складу муніципального утворення Филінська сільрада.

## Населення
| 1859 | 1905 | 1926 | 1999 | 2002 | 2010 |
| ---- | ---- | ---- | ---- | ---- | ---- |
| 159  | ↗302 | ↗449 | ↘72  | ↘50  | ↘27  |